# ザ・ホットラッツ
ザ・ホットラッツ (The Hotrats)は、スーパーグラスのギャズ・クームスとダニー・ゴフィー、プロデューサーのナイジェル・ゴッドリッチによるカバーバンド。

## 来歴
2007年のスーパーグラスの一時休止中、ギャズとダニーの二人がダイアモンド・フー・ハ・メンとしてライヴツアーを行っていた際、プロデューサーのナイジェル・ゴッドリッチは「遊びじゃもったいない、きちんと音源を作ろう」と誘いを持ちかけ、カバー曲をレコーディングするプロジェクトとしてスタート。
最初はダイアモンド・フー・ハ・メンの持ち歌だったマイケル・ジャクソンの「ビート・イット」を録音するつもりだったがうまくいかず、結局デヴィッド・ボウイやビースティ・ボーイズ、セックス・ピストルズらのカバーが2、3週間の間に次々とレコーディングされた。
ギャズいわく、はじめはヒマだったから一緒に楽しくレコーディングしようとしただけだったが、「素晴らしい音のレコードになっちゃったからみんなも聴くべきだと思った」ことから、アルバムを発表することになったという。なお、バンド名はフランク・ザッパのアルバム『ホット・ラッツ』から拝借された。カバーアルバム『ターン・オンズ』は、2009年12月に日本先行で発表（本国やアメリカでは2010年1月に発売）。
カバーバンドとしてスタートしたため活動期間は短かったが、ビートルズの「ドライヴ・マイ・カー」のカバー（アルバム未収録）がヒューゴ・ボスのCM曲に起用されたり、レディング・フェスティバルやグラストンベリー・フェスティバルに出演した（後者はシークレット出演だったため、アークティック・モンキーズもしくはミューズが出演するのではないかと噂になり、予想外に大勢の観客が集まった）り、東京・ニューヨーク・ロサンゼルス・メキシコ・ロンドン・パリを回る世界ツアーを敢行（特にアメリカでは、CBSの「レイト・ショー・ウィズ・デイヴィッド・レターマン」と「ザ・レイト・レイト・ショー・ウィズ・クレイグ・ファーガソン」、NBCの「レイト・ナイト・ウィズ・ジミー・ファロン」といった人気番組にも続々出演し、本家セックス・ピストルズのスティーヴ・ジョーンズとも共演）するなど、一定の成果を得た。
2010年のスーパーグラス解散後、エールの『ヴァージン・スーサイズ』演奏ツアーに参加したのを最後に、ホットラッツとしての活動は休止している。
2020年には、アルバム『ターン・オンズ』発表10周年を記念したリイシュー盤が発売され、未発表曲や日本でのライヴ音源などが収められた。